# Eschkopf
Der Eschkopf nahe Hofstätten im rheinland-pfälzischen Landkreis Südwestpfalz ist ein 608,3 m ü. NHN hoher Berg im Pfälzerwald.

## Geographie

### Lage
Der Eschkopf ist Teil der Frankenweide, die ein zentrales Massiv im Pfälzerwald darstellt und über die zugleich die Pfälzische Hauptwasserscheide verläuft. Der Gipfel des im Biosphärenreservat Pfälzerwald und im Naturpark Pfälzerwald liegenden Bergs erhebt sich etwa 3,4 km nördlich von Hofstätten (Landkreis Südwestpfalz) und 3,6 km (jeweils Luftlinie) südsüdöstlich des im benachbarten Landkreis Kaiserslautern befindlichen Weilers Johanniskreuz. Der Berg ist der nördlichste einer Reihe von vier Gipfeln, die 600 m übertreffen. Nach Süden folgen der Mosisberg (etwa 610 m), der Hortenkopf (606,2 m) sowie der Weißenberg (609,9 m).

### Naturräumliche Zuordnung
Der Eschkopf gehört zum Naturraum „Pfälzerwald“, der in der Systematik des von Emil Meynen und Josef Schmithüsen herausgegebenen Handbuchs der naturräumlichen Gliederung Deutschlands und seinen Nachfolgepublikationen als Großregion 3. Ordnung klassifiziert wird. Betrachtet man die Binnengliederung des Naturraums, so gehört er zur Frankenweide bzw. zum „Hohen Pfälzerwald“, einem Kerngebiet des mittleren Pfälzerwalds.
Zusammenfassend folgt die naturräumliche Zuordnung des Eschkopfes damit folgender Systematik:
- Großregion 1. Ordnung: Schichtstufenland beiderseits des Oberrheingrabens
- Großregion 2. Ordnung: Pfälzisch-Saarländisches Schichtstufenland
- Großregion 3. Ordnung: Pfälzerwald
- Region 4. Ordnung (Haupteinheit): Mittlerer Pfälzerwald
- Region 5. Ordnung: Frankenweide bzw. Hoher Pfälzerwald

### Gewässer
Etwa 500 m nordwestlich des Eschkopfgipfels entspringt mit dem Erlenbach der stärkste Quellbach des Speyerbachs, der nach Osten direkt zum Rhein fließt; rund 900 m östlich des Gipfels liegt die Quelle des Wellbachs, dessen Wasser zuerst südwärts, dann über die Queich ebenfalls ostwärts dem Rhein zustrebt. Obere Zuflüsse des Schwarzbachs, der selbst unterhalb von Johanniskreuz entspringt, haben ihre Quellen an der Westflanke des Bergs. Ihr Wasser gelangt nach Westen über Blies, Saar und Mosel zum Rhein. 

## Schutzgebiete
Die Nord- und Nordwestflanke des Eschkopfs fällt – unterhalb der B 48 – in das Fauna-Flora-Habitat-Gebiet Biosphärenreservat Pfälzerwald (FFH-Nr. 6812-301; 359,97 km²) und in das Vogelschutzgebiet Pfälzerwald (VSG-Nr. 6812-401; 30,233 km²) ab.

## Bauwerke
Der plateauartige Gipfelbereich trägt zwei markante Bauwerke: Der etwa 20 m hohe Eschkopfturm wurde 1902 zum Zweck von Vermessungen erbaut. Als Aussichtsturm mit 98 Stufen ermöglicht er einen weiten Rundblick vom Donnersberg im Norden über die Kalmit im Osten bis ins französische Elsass im Süden. Etwa 1 km nordöstlich befindet sich auf 585,3 m Höhe der Turm der Sekundär-Radaranlage Pfälzer Wald der Deutschen Flugsicherung.

## Verkehr und Wandern
Nördlich und östlich vorbei an der Gipfelregion des Eschkopfs führt die kurvenreiche Bundesstraße 48. Sie verläuft von Hochspeyer im Norden, durch Johanniskreuz, über die Eschkopfhochlagen, wobei sie auf der Nordflanke des Bergs 549,5 m Höhe erreicht, und durch das Wellbachtal nach Annweiler am Trifels im Süden. Am Abzweig nach Iggelbach wird eine Bushaltestelle in den Sommermonaten an Sonn- und Feiertagen je zweimal von Neustadt an der Weinstraße aus bedient.
Etwas südlich vorbei am Berggipfel verlaufen der Europäische Fernwanderweg E8 und der Fernwanderweg Franken-Hessen-Kurpfalz. Vom Eschkopf aus ist es möglich, bis Leimen, Kaiserslautern-Mölschbach, Elmstein und über die Forsthäuser Taubensuhl und Heldenstein bis fast nach Neustadt an der Weinstraße auf durchgehenden Höhenzügen zu wandern, ohne die 450-m-Höhenlinie zu unterschreiten. Die Straßen im Eschkopfbereich werden wegen ihrer Anstiege von sportlichen Radfahrern als anspruchsvoll eingestuft.